# Skärmliljesläktet
Skärmliljesläktet (Haemanthus) är ett växtsläkte i familjen amaryllisväxter med 22, ofta mångformiga,    arter från södra Afrika. 
De är perenna örter med lökar. Bladen sitter i två rader, det finns både nedvissnande och städsegröna arter. Blommorna röda till vita och sitter tätt samlade i en flock, 4-150. Högbladen är ofta färgade och kronbladslika. Frukten är ett bär, som kan vara vitt, gult, rosa eller rött. Arterna i släktet är giftiga, särskilt löken.
Namnet Haemanthus (grek.) betyder blodblomma.

## Odling
Planteras i väldränerad jord. Krukorna skall inte vara för stora och det räcker med 3–5 cm mellan lök och krukkant. Löken skall täckas av jord.
Placeras så ljust som möjligt. Vattna regelbundet under tillväxtperioden och ge sparsamt med näring. Under höst och vinter vattnas de sparsamt och de nedvissnande arterna kan övervintras helt torrt. De städsegröna arterna vattnas mycket sparsamt. De flesta arter uppskattar en sval övervintring, dock inte lägre än 10°C. 

## Systematik
Släktet skiljs från de närstående släktingarna i bolliljesläktet (Scadoxus) genom att bladen saknar bladskaft. Bolliljesläktes arter har bladskaft som bildar en falsk stam. Mönjeliljesläktet (Clivia) bildar inte lökar, vilket skärmliljesläktets arter gör.